# Глинянка (притока Тетиви)
Глинянка (рос. Глиненка; Без назвы) — річка в Україні у Городнянському районі Чернігівської області. Права притока річки Тетиви (басейн Десни).

## Опис
Довжина річки приблизно 7,59 км, найкоротша відстань між витоком і гирлом — 6,54  км, коефіцієнт звивистості річки — 1,16 . Формується декількома безіменними струмками та загатами. Річка повністю каналізована.

## Розташування
Бере початок на південно-східній околиці села Лемешівка у заболоченій місцині урочища Перехід біля хвойного лісу. Тече переважно на північний схід через урочище Піски і у селі Берилівка впадає у річку Тетиву, праву притоку річки Снов.

## Цікаві факти
- На східній стороні від гирла річки розташований автошлях Р13[3] (автомобільний шлях регіонального значення на території України. Проходить територією Чернігівської області через Чернігів — Городню — Сеньківку).